# Истрийский демократический сабор
Демократическая ассамблея Истрии (хорв. Istarski demokratski sabor, итал. Dieta democratica istriana) — хорватская региональная и социал-либеральная политическая партия. Партия является членом европартии Альянс либералов и демократов за Европу. Партия имеет 3 места из 153 в парламенте Хорватии.
Основной политикой Ассамблеи является содействие культурной и экономической самобытности Истрии и достижение равного статуса для итальянцев и хорватов Истрии. Три козы на логотипе партии представляют собой исторический символ региона. Также коза изображена в одной из 5 частей короны герба Хорватии, как символ Истрии.
Партия была основана 1990 году, накануне первых многопартийных выборов в современной Хорватии. Партия решила в них не участвовать, тем самым позволяя коммунистам, которые трансформировались в Социал-демократическую партию Хорватии, получить поддержку в регионе. IDS впервые приняла участие в выборах 1992 года и использовала распад СДП для получения поддержки во всех трех избирательных округах Истрии. Этот результат в Истрии стал значительной проблемой для президента Хорватии Франьо Туджмана и его Хорватского демократического союза, который доминировал во всех других регионах в Хорватии.
Партия была в оппозиции к Туджману и его жесткой линии национализма. В то же время IDS сотрудничала с другими хорватскими политическими партиями в хорватском парламенте и во время выборов.
Ассамблея была некоторое время частью национального правительства после парламентских и президентских выборов 2000 года. Через год IDS, недовольная тем, как Ивица Рачан и его партнеры по коалиции рассматривают вопрос по Истрии, покинула правительство, хотя и продолжала оказывать ему поддержку в парламенте.